# Gesonia plumipars
Gesonia plumipars là một loài bướm đêm trong họ Noctuidae.